# Lampetra aepyptera
Lampetra aepyptera är en ryggsträngsdjursart som först beskrevs av Abbott 1860.  Lampetra aepyptera ingår i släktet Lampetra och familjen nejonögon. Inga underarter finns listade i Catalogue of Life. Arten är nordamerikansk och lever i flera floder i östra USA.